# Association des joueurs de la NBA
L'Association des joueurs de la NBA, de son nom anglais National Basketball Players Association ou NBPA, est le syndicat des joueurs professionnels de la National Basketball Association, championnat américain de basket-ball. Fondé en 1954, il est le plus ancien syndicat des quatre principaux championnats sportifs nord-américains. Cependant, la NBPA n'est reconnue par les équipes NBA que dix ans après sa création.

## Formation

Ancien logo de la NBPA

Le joueur des Celtics de Boston Bob Cousy commence à organiser le syndicat en 1954. À cette époque, le championnat n'a pas de prestations maladies, de régime de retraite, de salaire minimum, et le salaire moyen des joueurs est de 8 000$ par saison. Durant les dix années suivantes, les salaires augmentent. Les propriétaires des franchises NBA reconnaissent finalement la NBPA en 1964, après avoir été menacé par les joueurs de ne pas disputer le NBA All-Star Game.

## Limite salariale
En 1983, les joueurs et les propriétaires signent un accord historique qui introduit la notion de limite salariale dans le sport professionnel.

## Lockout de 1995
La NBA observe un premier arrêt lorsque les propriétaires imposent un lock-out du 1er juillet au 12 septembre afin de trouver un accord avec les joueurs. Ayant lieu pendant l'intersaison, le blocage n'entraine pas d'annulation de matchs.

## Lockout de 1998-1999
Le deuxième blocage de la NBA se produit pendant la saison 1998-1999 et dure presque 200 jours. Il entraîne l'annulation de 464 rencontres de saison régulière. Après que les joueurs et les propriétaires ont trouvé un accord, la saison commence seulement le 5 février 1999 avec 29 franchises jouant chacune 50 matchs de saison régulière.

## Présidents
- Bob Cousy : 1954–1958
- Tom Heinsohn : 1958–1965
- Oscar Robertson : 1965–1974
- Paul Silas : 1974–1980
- Bob Lanier: 1980–1985
- Junior Bridgeman : 1985–février 1988
- Alex English : février 1988–5 octobre 1988
- Isiah Thomas : 5 octobre 1988–13 février 1994
- Buck Williams : 13 février 1994–15 septembre 1997
- Patrick Ewing : 15 septembre 1997–10 juillet 2001
- Michael Curry : 10 juillet 2001–28 juin 2005
- Antonio Davis : 28 juin 2005–19 novembre 2006
- Derek Fisher  : 19 novembre 2006-21 août 2013
- Chris Paul: 21 août 2013-8 août 2021
- C.J. McCollum : depuis le 8 août 2021

## Direction exécutive
- Michele A. Roberts : jusqu'en 2022
- Tamika Tremaglio : janvier 2022-novembre 2023[1].
- Andre Iguodala (interim) : depuis novembre 2023[2].